# Râul Zagonul Mare
Râul Zagonul Mare este unul din cele două brațe care formează Râul Zagon. 